# Cuarta parte de Esferamundi de Grecia
La Cuarta parte de Esferamundi de Grecia es un libro de caballerías italiano, escrito por el prolífico autor Mambrino Roseo. Es continuación de la Tercera parte de Esferamundi de Grecia, el decimoquinto libro de la serie de Amadís de Gaula, publicado en 1560, y por consiguiente es el decimosexto libro de ese ciclo, por lo que se refiere a obras españolas e italianas. De acuerdo con el tópico de la falsa traducción, la obra fue presentada como una traducción del español, pero es con toda certeza obra de Roseo y no se tiene noticia de ningún supuesto original en lengua española.

## Ediciones
La obra fue impresa por primera vez en Venecia en 1563, en la imprenta de Michel Tramezzino, con el título de La quarta parte della historia del principe Sferamundi di Grecia nouamente uenuta in luce, & ridotta in lingua italiana. De la edición de 1563 hay ejemplares en la Biblioteca Diocesana de Ancona, la Biblioteca Comunal de Asís, la Biblioteca Nazionale Braidense de Milán, la Bancroft Library de Berkeley, la Biblioteca Estatal de Berlín, la Newberry Library de Chicago, la British Library de Londres, la Biblioteca Estatal Bávara de Múnich, la Biblioteca Nacional de Francia, la Pennsylvania State University Libraries de Filadelfia, la Biblioteca Universitaria de Santiago de Compostela, la biblioteca de la Universidad Wellesley de Massachusetts y la Biblioteca Nacional de Austria.
El libro alcanzó una notoria popularidad en el público italiano, ya que fue reimpreso en 1569, 1574, 1582, 1600, 1610 y 1619, siempre en Venecia.

## Argumento
En esta obra se continúa el relato de las aventuras de Esferamundi de Grecia, hijo de Rogel de Grecia y su esposa Leónida, enamorado de Ricarda, hija del emperador de los partos, y de su pariente Amadís de Astra.

## Continuación y traducciones
Dado el éxito que tuvo la obra, Mambrino Roseo no tardó en dar a luz una continuación, la Quinta parte de Esferamundi de Grecia, que se publicó por primera vez en 1565, también en Venecia.
Traducciones
La Cuarta parte de Esferamundi de Grecia fue traducida al francés y se publicó por primera vez en ese idioma en 1581, pero debido a que por cuestiones editoriales la numeración del ciclo francés era distinta de la del hispano-italiano, se convirtió en el decimonono libro francés. También fue traducida al alemán y publicada en 1593, como decimonono libro del llamado ciclo de Amadís de Francia. También apareció en neerlandés en 1625.